# Petrovický tunel
Petrovický tunel je železniční tunel na katastrálním území obce Velké Petrovice na úseku regionální železniční trati 023 Týniště nad Orlicí – Otovice zastávka mezi stanicí Police nad Metují a zastávkou Žďár nad Metují v km 73,421–73,711.

## Historie
List povolení Františka Josefa I. ze dne 14. září roku 1872 udělil společnosti StEG státní právo ke stavbě a užívání dráhy z Chocně do Meziměstí (německý název Halbstadt) s drahami připojující Broumov. Společnost se zavázala, že dráhu započne stavět do šesti měsíců ode dne schválení s tím, že ji během tří let dokončí a uvede do provozu.
Dráhu vlastnila a provozovala Rakouská společnost státní dráhy od roku 1875 až do svého zestátnění z 1. ledna roku 1908.
Na trati bylo postaveno 21 kamenných a ocelových mostů a Petrovický tunel, jehož stavbou byli pověřeni italský inženýr Bartoletti a slovinský inženýr Kovačovič. Tunel byl proražen 7. května 1874.

## Popis
Trať je vedena v náročném terénu s bažinami a kopcovitým terénem. Jednokolejný tunel stavěný pro dvě koleje se nachází na železniční trati Týniště nad Orlicí – Otovice zastávka v úseku mezi stanicí Police nad Metují a zastávkou Žďár nad Metují. Byl postaven v severovýchodním skalním masívu vrchu Končina (543 m n. m.) mezi dvěma meandry řeky Metuje. Nad tunelem leží obec Petrovice. Před vjezdem je most přes řeku Metuji přibližně v říčním km 53 a po výjezdu je opět železniční most přes řeku Metuji v ř. km 54,3. Tunel je v nadmořské výšce 410 m a měří 289,80 m.